# Лієлвардський пояс

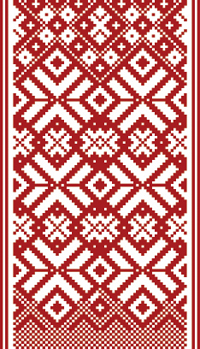
Елемент орнаменту лієлвардського поясу

Лієлвардський пояс (латис. Lielvārdes josta) або пояс лієлвардського типу (латис. Lielvārdes tipa josta) — елемент національного латиського вбрання, який є поясом, витканим з червоної вовняної та білої лляної нитки.
Традиційно пояс близько 5-10 см завширшки та до 270 см завдовжки, він прикрашений складним геометричним орнаментом (до 22 різноманітних комбінацій). Лієлвардський пояс вважається одним з символів латиської культури поряд з такими символами, як Аусекліс, і включений до Культурного канону Латвії.

## Походження та розповсюдження
Як орнаментальний взірець ліелвардскій пояс зародився приблизно в середині XIX століття. Історично пояси такого типу були поширені в Лієлвардскому, Огрському, Кегумському краях та решті регіонів, що омиваються Даугавою .
Схожі орнаменти та візерунки (на поясах, рушниках, рукавах сорочок, рукавичках) зустрічаються у фіно-угорських народів Росії, зокрема у комі .
Латвійський кінорежисер Ансіс Епнерс в 1980 році зняв фільм «Лієлвардський пояс», в якому він стверджував, що в візерунковому орнаменті закодовані принципи побудови Всесвіту.